# (99861) Tscharnuter
(99861) Tscharnuter (2002 OV24) – planetoida z pasa głównego asteroid okrążająca Słońce w ciągu 4,85 lat w średniej odległości 2,86 j.a. Odkryta 29 lipca 2002 roku.